# River Philip
River Philip är ett vattendrag i Kanada.   Det ligger i provinsen Nova Scotia, i den östra delen av landet, 900 km öster om huvudstaden Ottawa.
Runt River Philip är det mycket glesbefolkat, med 4 invånare per kvadratkilometer.